# نوایی نوایی
نوایی ترانه‌ای محلی خراسانی است که توسط غلام‌علی پورعطایی و عثمان محمدپرست در سال ١٣٥٣ خوانده شده و از سرشناس‌ترین آهنگ‌های اجرا شده او بشمار می‌رود. شعر این ترانه توسط طبیب اصفهانی سروده شده‌است. این ترانه تاکنون بارها توسط خوانندگان مختلف بازخوانی شده‌است. از جمله خواننده‌هایی که این ترانه را اجرا کرده‌اند، می‌توان: عثمان محمد پرست، عبدالوهاب شهیدی، امیر آرام، هایده، بیژن بیژنی، دریا دادور (یک نسخه در سبک اپرا از این ترانه را بازخوانی کرده‌است)، رضا رویگری سیما بینا، شادمهر عقیلی، شکیلا، عارف، مهسا وحدت، تارا تیبا، محمد اصفهانی، غلام عباس قشقایی  و ابراهیم شریف‌زاده و هادی حدادی و خانم رامش سید را نام برد. این ترانه به سال ۱۳۴۴ در نمایشِ پهلوان اکبر می‌میرد در تهران اجرا شد و همراهِ نمایش اقبال فراوان یافت.

## متن ترانه
| نوایی نوایی نوایی نوایی        |  | همه با وفایند تو گل بی وفایی    |
| الهی برافتد نشان جدایی         |  | جوانی بگذرد تو قدرش ندانی       |
| به دنبال محمل چنان زار گریم    |  | که از گریه‌ام ناقه در گل نشیند   |
| خلد گر به پا خاری، آسان برآرم  |  | چه سازم به خاری که در دل نشیند؟ |
| پی ناقه‌اش رفتم آهسته، ترسم     |  | غباری به دامان محمل نشیند       |
| مرنجان دلم را که این مرغ وحشی  |  | ز بامی که برخاست مشکل نشیند     |
| عجب نیست خندد اگر گل به سروی   |  | که در این چمن پای در گل نشیند   |
| بنازم به بزم محبّت که آنجا      |  | گدایی به شاهی مقابل نشیند       |
| طبیب، از طلب در دو گیتی میاسای |  | کسی چون میان دو منزل، نشیند؟    |